# 熊猫餐饮集团
熊猫餐饮集团（Panda Restaurant Group, Inc.）是聚丰园餐厅、熊猫快餐和火钵先生（Hibachi-San）日本料理餐厅的母公司，由程正昌和他的妻子蒋佩琪，以及他的父亲程明才主厨所创建。程氏家族發跡於中華民國江苏省扬州市，於1949年遷居臺灣、1963移民日本、1973年再移民至美国，他们在當年6月8日于加利福尼亚州帕萨迪纳开设了第一家聚丰园餐厅。 该集团总部位于加利福尼亚州的柔似蜜。
20世纪70年代，程正昌在堪萨斯州鲍德温市的贝克大学遇到了蒋佩琪。蒋佩琪在俄勒冈大学拿到了她的数学硕士学位，又在密苏里大学拿到了电子工程学的博士学位。 2016年，熊猫餐饮集团荣膺《福布斯》“全美最大私人企业”之列。

## 旗下公司

熊猫快餐、聚丰园与火钵先生的商标。

熊猫餐饮集团的旗下子公司包括：熊猫快餐、聚丰园餐厅和火钵先生。同时集团还投资了彻思叔叔、原烧、馅饼学说和一风堂。
- 熊猫快餐（PANDA EXPRESS）：1983年创建于美国加利福尼亚州格伦代尔的格伦代尔购物中心（Glendale Galleria）。它是全美最受欢迎的中餐馆之一，在全球拥有超过1,800家门店。熊猫快餐是全美最大的家族所有制中餐馆，拥有27,000名雇员，年销售额超过20亿美元。[5]

- 聚丰园餐厅（PANDA INN）：1973年，程正昌与他的父亲程明才主厨在加利福尼亚州帕萨迪纳创建了第一家聚丰园餐厅。该餐厅口味偏向于京菜和川菜。

- 火钵先生（HIBACHI-SAN）：1992年开业，主要提供日式铁板烧及寿司。